# Code des canons des Églises orientales
Le Code des canons des Églises orientales (en latin, Codex canonum Ecclesiarum orientalium, abréviation CCEO en français comme en latin) est le recueil de droit canonique spécifique aux Églises catholiques orientales en vigueur depuis le 1er octobre 1991. Ce texte est publié en latin.
L'Église latine est régie par le Code de droit canonique de 1983. 

## Adoption
En 1929, Pie XI crée une commission pour la codification de l'ensemble du droit auxquelles ces Églises sont soumises,, la Commissionem Cardinalitiam pro Studiis Praeparatoriis Codificationis Orientalis, et en confie la présidence au cardinal Pietro Gasparri, qui avait déjà mené à bien le code de droit canonique de 1917. 
En 1948, la commission aboutit à un premier projet, dont certaines parties sont promulguées entre 1947 et 1954. Toutefois, le IIe concile œcuménique du Vatican interrompt ce travail, en raison des réformes doctrinales et juridiques qu'il suppose. 
Paul VI décide alors de constituer une commission pour la révision du code oriental. En 1989, cette dernière propose à Jean-Paul II la rédaction définitive. 
Le code est promulgué le 18 octobre 1990 par la constitution apostolique Sacri canones. Il est entré en vigueur le 1er octobre 1991. 
Un Congrès sur le Code de droit canonique oriental a été organisé au Vatican du 8 au 9 octobre 2010, à l’occasion du 20e anniversaire de sa promulgation. Le 9 octobre 2010, Benoît XVI a reçu en audience les participants.

## Plan
Le CCEO comprend 1546 canons. Il n'est pas divisé en livres, mais seulement en 30 titres, la matière paraît ainsi plus éclatée que dans le code latin. 
- Canons préliminaires
- Titre I : les fidèles chrétiens et les droits et obligations de tous ces fidèles
- Titre II : les églises de droit propre et les rites
- Titre III : l'autorité suprême de l'Église
- Titre IV : les Églises patriarcales
- Titre V : les Églises archiépiscopales majeures
- Titre VI : les Églises métropolitaines et toutes les autres Églises de droit propre
- Titre VII : les éparchies et les évêques
- Titre VIII : les exarchats et les exarques
- Titre IX : les assemblées des hiérarques de plusieurs Églises de droit propre
- Titre X : les clercs
- Titre XI : les laïcs
- Titre XII : les moines et tous les autres religieux et les membres des autres instituts de vie consacrée
- Titre XIII : les associations de fidèles chrétiens
- Titre XIV ; l'évangélisation des peuples
- Titre XV : le magistère ecclésiastique
- Titre XVI : le culte divin et particulièrement les sacrements
- Titre XVII : les baptisés non catholiques adhérant à la pleine communion avec l'Église catholique
- Titre XVIII : l'œcuménisme ou la promotion de l'unité des chrétiens
- Titre XIX : les personnes et les actes juridiques
- Titre XX : les offices
- Titre XXI : le pouvoir de gouvernement
- Titre XXII : les recours contre les décrets administratifs
- Titre XXIII : les biens temporels de l'Église
- Titre XXIV : les jugements en général
- Titre XXV : le procès contentieux
- Titre XXVI : quelques procès spéciaux
- Titre XXVII : les sanctions pénales dans l'Église
- Titre XXVIII : la procédure pour infliger des peines
- Titre XXIX : la loi, la coutume et les actes administratifs
- Titre XXX : la prescription et le calcul du temps

## Principales spécificités du code oriental

### Terminologie
Le Code des Canons des Églises orientales (CCEO) définit les termes « Église de droit propre » et « rite » comme suit :
- Église de droit propre : Le groupe des fidèles chrétiens uni par la hiérarchie selon le droit, que l'autorité suprême de l'Église reconnaît expressément ou tacitement comme de droit propre, est dénommé dans le présent Code Église de droit propre[5].
- Rite :  Le rite est le patrimoine liturgique, théologique, spirituel et disciplinaire qui se distingue par la culture et les circonstances historiques des peuples et qui s'exprime par la manière propre à chaque Église de droit propre de vivre la foi.

Les rites, dont il s'agit dans le Code, sont, sauf constatation différente, ceux qui sont issus des traditions alexandrine, antiochienne, arménienne, chaldéenne et constantinopolitaine.

### Convergences avec le code des Églises latines
Au-delà des grandes différences sur le plan théologique, le Code de droit canonique de 1983 et le code des canons des Églises orientales de 1990 se rejoignent sur de nombreuses dispositions du droit. Par exemple, le canon 776 § 2 du CCEO apporte une précision par rapport à son équivalent latin (c. 1055) : « par l'institution du Christ, le mariage... ».

### Pouvoir suprême du Pontife romain
Par ailleurs, le CCEO reconnaît parfaitement le pouvoir du « pontife romain » (nom juridique du pape) : c'est lui qui a promulgué le Code, c'est lui qui « possède le pouvoir suprême, plénier, immédiat et universel » (can. 43) dans l'Église, lui seul peut ériger ou modifier un patriarcat ou une Église archiépiscopale majeure et ainsi de suite.  Le can. 45 précise encore : « En vertu de sa charge, le Pontife Romain non seulement possède le pouvoir sur l'Église tout entière, mais il obtient aussi sur toutes les éparchies et leurs regroupements la primauté du pouvoir ordinaire, par laquelle est à la fois affermi et garanti le pouvoir propre, ordinaire et immédiat, que les évêques possèdent sur l'éparchie confiée à leur soin. » Mais il agit en communion avec les autres évêques, c'est-à-dire dans une logique de travail en commun et non de rivalité : "§ 2 "Dans l'exercice de sa charge de Pasteur suprême de l'Église tout entière, le Pontife Romain est toujours en lien de communion avec tous les autres Évêques ainsi qu'avec l'Église tout entière ; il a cependant le droit de déterminer, selon les besoins de l'Église, la façon personnelle ou collégiale d'exercer cette charge. § 3 Contre une sentence ou un décret du Pontife Romain il n'y a ni appel ni recours."

### Spécificités
Toutefois, le droit canonique oriental comprend nombre de spécificités. 
Les unes ne touchent que le vocabulaire : là où l'Église latine emploie les termes d'évêque et de vicaire épiscopal, les Églises orientales parlent d'exarque et de syncelle. 
À la hiérarchie traditionnelle de l'Église latine qui comprend les provinces ecclésiastiques et les diocèses (ici respectivement Église métropolitaine et éparchie), le CCOE accorde une place importante aux sièges qui sont à la tête d'une Église de droit propre, et qui sont de plusieurs types : 
- Églises patriarcales (canons 55 à 150 du Code des canons des Églises orientales), là où siège un patriarche : Église catholique arménienne, Église catholique chaldéenne, Église catholique copte, Église maronite, Église grecque-catholique melkite, Église catholique syriaque ; les Églises patriarcales ont le droit de choisir leur propre patriarche qui est élu par le Synode des évêques et immédiatement proclamé et intronisé ; il demande ensuite la communion ecclésiastique avec le pape ;
- Les Églises archiépiscopales majeures, pour les sièges très importants mais non patriarcaux (canons 151-154) : Église grecque-catholique roumaine, Église catholique syro-malabare, Église catholique syro-malankare, Église grecque-catholique ukrainienne ; l'archevêque majeur est élu de la même manière qu'un patriarche ; cependant, son élection doit être confirmée par le pape pour qu'il puisse être intronisé ;
- Les Églises métropolitaines (canons 155-173) : Église catholique érythréenne, Église catholique éthiopienne, Église grecque-catholique hongroise, Église grecque-catholique ruthène, Église grecque-catholique slovaque ; le métropolite est nommé par le pape à partir d'une liste d'au moins trois candidats soumise par le Synode des évêques ;
- Les autres Églises (qui ont, au plus, une éparchie – canons 174-176 : Église grecque-catholique albanaise, Église grecque-catholique biélorusse, Église grecque-catholique bulgare, Église grecque-catholique croate, Église grecque-catholique hellène, Église grecque-catholique italo-albanaise, Église grecque-catholique macédonienne, Église grecque-catholique russe ; le primat est désigné par le pape.

Les Églises orientales n'exigeant pas le célibat des prêtres, mais seulement des évêques, plusieurs canons présentent des différences sur ce point entre les latins et les orientaux. Toutefois, une fois ordonnés, les prêtres ne peuvent plus se marier ou se remarier. 
- 758.3 « Concernant l'admission des hommes mariés aux ordres sacrés seront observés le droit particulier de leur Église de droit propre ou les règles spéciales fixées par le Siège Apostolique. »[7]

En matière pénale, les Églises orientales connaissent une excommunication mineure, qui n'empêche de recevoir que l'eucharistie.

## Source
- Patrick Valdrini, Jean-Paul Durand, Olivier Échappé, Jacques Vernay, Droit canonique, 1999, no 37.